# علي عز الدين
على عز الدين ممثل مصرى، بدأ مشواره الفنى في منتصف الستينات بمسلسل ابداً لن أموت.

## أعماله
- ابداً لن أموت - 1969
- مهمة صحفية - 1971
- كلمة شرف - 1973
- مدرسة المراهقين - 1973
- ليالي لن تعود - 1974
- شقة في وسط البلد - 1975
- سنة أولى حب - 1976
- ولا عزاء للسيدات - 1979
- الدرب الأحمر - 1980
- عذاب الحب 1980
- غداً سأنتقم - 1980
- حدوتة مصرية - 1982
- عضة كلب - 1983